# Нолдори
Нолдори се нарича народът на Финве, един от основните елфически родове от творбите на Дж. Р. Р. Толкин - „Силмарилион“, „Властелинът на пръстените“ и др. Името им означава „дълбоки елфи“. Нолдорите са приятели на Ауле (един от Валарите). Те напускат Валинор и се връщат в Средната земя начело с Феанор и останалите синове на Финве, който пада посечен от Моргот.